# Seznam zkratek kvality chemikálií
Seznam zkratek kvality chemikálií uvádí zkratky a termíny používané ke značení čistoty komerčně dostupných chemikálií.

## PodleČSN65 0102

### 1979
- technické chemikálie
  - surové (sur., crudum)
  - technické (techn., technicum)
  - čištěné (čist., depuratum)
- čisté chemikálie
  - čisté (č., purum)
  - pro analýzu (p.a., pro analysi)
  - chemicky čisté (ch.č., purissimum speciale)
- speciální chemikálie

### 2014
- I
  - 1 zvláště čistý (zv. č., pur. spec.)
  - 2 chemicky čistý (ch. č., puriss.)
- II
  - 3 pro analýzu (p. a., p. a.)
  - 4 čistý (č., pur.)
  - 5 čištěný (čištěný, depur.)
- III
  - 6 technický (tech., tech.)
  - 7 surový (sur., crud.)

## Abecední seznam zkratek
- ACS – čistota definovaná American Chemical Society (obvykle srovnatelná nebo vyšší čistota než „p. a.“)
- C. P. – chemically pure
- crud. – surový
- č. – čistý (vyšší čistota než „depur.“)
- depur. – čištěný
- foto – pro fotografii
- GR – guaranteed reagent
- HPLC – high-performance liquid chromatography (pro kapalinovou chromatografii)
- ch. č. – chemicky čistý (vyšší čistota než „p. a.“)
- ISO – čistota definovaná normou ISO
- kosm. – pro kosmetický průmysl
- p. a. – pro analýzu (vyšší čistota než „č.“)
- p. f. – pro farmacii
- p. p. – pro polovodiče (vyšší čistota než „p. a.“)[1]
- potr. – pro potravinářský průmysl
- pur. spec. – zvláště čistý
- puriss. – chemicky čistý
- sp. č. – spektrálně čistý
- techn. – technický
- zv. č. – zvláště čistý (vyšší čistota než „ch. č.“)